# Gymnostomum spathulatum
Gymnostomum spathulatum là một loài rêu trong họ Pottiaceae. Loài này được Harv. mô tả khoa học đầu tiên năm 1836.